# Smokey Harris
Wilfred Harris, dit Smokey, (né le 11 octobre 1890 à Port Arthur en Ontario au Canada - mort le 4 juin 1974) est un joueur de hockey sur glace professionnel.

## Biographie
Harris commence sa carrière professionnelle en jouant pour les Millionnaires de Vancouver de l'Association de hockey de la Côte du Pacifique en 1920-1921. Il y joue trois saisons puis rejoint les Metropolitans de Seattle. Il rejoint la nouvelle franchise de la Ligue nationale de hockey pour la saison 1924-1925, les Bruins de Boston. Il ne joue que six matchs avec l'équipe mais inscrit le premier but de l'histoire du club contre les Maroons de Montréal lors d'une victoire 2-1 le 1er décembre 1924.
Il finit sa carrière en jouant dans différentes ligues de faible niveau d'Amérique du Nord.

## Statistiques
| Saison    | Équipe                      | Ligue |    | Saison régulière | Saison régulière | Saison régulière | Saison régulière | Saison régulière |   | Séries éliminatoires | Séries éliminatoires | Séries éliminatoires | Séries éliminatoires | Séries éliminatoires |
| Saison    | Équipe                      | Ligue | PJ | B                | A                | Pts              | Pun              | PJ               | B | A                    | Pts                  | Pun                  |                      |                      |
| 1910-1911 | Thistle de Kenora           | MMHL  | 6  | 13               | 0                | 13               | 0                | 2                | 3 | 0                    | 3                    | 0                    |                      |                      |
| 1911-1912 | Millionnaires de Vancouver  | PCHA  | 15 | 4                | 0                | 4                | 55               | -                | - | -                    | -                    | -                    |                      |                      |
| 1912-1913 | Millionnaires de Vancouver  | PCHA  | 16 | 14               | 6                | 20               | 61               | -                | - | -                    | -                    | -                    |                      |                      |
| 1913-1914 | Millionnaires de Vancouver  | PCHA  | 15 | 14               | 3                | 17               | 33               | -                | - | -                    | -                    | -                    |                      |                      |
| 1914-1915 | Rosebuds de Portland        | PCHA  | 18 | 14               | 3                | 17               | 39               | -                | - | -                    | -                    | -                    |                      |                      |
| 1915-1916 | Rosebuds de Portland        | PCHA  | 18 | 10               | 6                | 16               | 75               | -                | - | -                    | -                    | -                    |                      |                      |
| 1916-1917 | Rosebuds de Portland        | PCHA  | 23 | 18               | 13               | 31               | 39               | -                | - | -                    | -                    | -                    |                      |                      |
| 1917-1918 | Rosebuds de Portland        | PCHA  | 8  | 6                | 5                | 11               | 19               | -                | - | -                    | -                    | -                    |                      |                      |
| 1918-1919 | Millionnaires de Vancouver  | PCHA  | 20 | 19               | 6                | 25               | 0                | 2                | 2 | 0                    | 2                    | 3                    |                      |                      |
| 1919-1920 | Millionnaires de Vancouver  | PCHA  | 22 | 14               | 11               | 25               | 12               | 2                | 0 | 1                    | 1                    | 0                    |                      |                      |
| 1920-1921 | Millionnaires de Vancouver  | PCHA  |    | 24               | 15               | 17               | 32               | 6                |   |                      |                      |                      |                      |                      |
| 1921-1922 | Millionnaires de Vancouver  | PCHA  |    | 23               | 10               | 4                | 14               | 21               |   |                      |                      |                      |                      |                      |
| 1922-1923 | Maroons de Vancouver        | PCHA  |    | 22               | 10               | 6                | 16               | 10               |   |                      |                      |                      |                      |                      |
| 1923-1924 | Seattle Metropolitans       | PCHA  |    | 29               | 8                | 10               | 18               | 32               |   |                      |                      |                      |                      |                      |
| 1924-1925 | Bruins de Boston            | LNH   |    | 6                | 3                | 1                | 4                | 8                |   |                      |                      |                      |                      |                      |
| 1924-1925 | Maroons de Vancouver        | WCHL  |    | 14               | 0                | 1                | 1                | 16               |   |                      |                      |                      |                      |                      |
| 1926-1927 | Eskimos d'Edmonton          | PrHL  |    | 32               | 12               | 12               | 24               | 68               |   |                      |                      |                      |                      |                      |
| 1929-1930 | Millionaires de Hollywood   | CalHL |    | 42               | 7                | 12               | 19               | 28               |   |                      |                      |                      |                      |                      |
| 1930-1931 | Blackhawks de San Francisco | CalHL |    | 31               | 8                | 10               | 18               | -                |   |                      |                      |                      |                      |                      |
| 1931-1932 | Rangers de San Francisco    | CalHL |    | 30               | 3                | 8                | 11               | 0                |   |                      |                      |                      |                      |                      |